# Mon frère (film, 2019)
Pour les articles homonymes, voir Mon frère.
Pour plus de détails, voir Fiche technique et Distribution.
Mon frère est un drame français réalisé et scénarisé par Julien Abraham, sorti en 2019.

## Synopsis
Teddy, un jeune sans histoires se retrouve accusé du meurtre de son père, alors qu'il voulait protéger son petit frère de ses violences. Isolé dans un centre éducatif, il se retrouve confronté à un monde brutal dont il ne connait pas les règles. Perdu au milieu d'autres jeunes en difficultés, il fait la connaissance d'Enzo avec qui il se lie d'amitié. Ensemble ils vont tout faire pour échapper à ce nouveau quotidien.

## Fiche technique
- Titre original français : Mon frère
- Réalisation : Julien Abraham
- Scénario :  Julien Abraham, Jimmy Laporal-Trésor et Almany Kanouté
- Musique : Quentin Sirjacq
- Costumes : Élisa Ingrassia et Sarah Billand
- Photographie : Julien Meurice
- Montage : Scott Stevenson
- Production : Nicolas Blanc
- Société de production : Agat Films & Cie - Ex Nihilo
- SOFICA : Cinémage 13, Cinéventure 4, Indéfilms 7
- Société de distribution : Bac Films
- Pays d'origine :  France
- Langue originale : français
- Format : couleur
- Genre : drame
- Durée : 96 minutes
- Date de sortie : 
  - France : 31 juillet 2019

## Distribution
- MHD : Teddy
- Darren Muselet : Enzo
- Aïssa Maïga : Claude
- Hiam Abbass : Mme Miroun
- Jalil Lespert : Igor
- Hakou Benosmane : Unsal
- Matthieu Longatte : Olivier
- Lisette Malidor : la grand-mère
- Ismaël Ouazzani : Rayan
- Didier Michon : Moise
- Youssouf Gueye : Andy
- Neva Kehouane : la mère
- Mark Grosy : le père
- Bilal Benaissa : Vélo

## Promotion
Mohamed Sylla, plus connu sous son nom de scène MHD, tête d'affiche du film, est en détention provisoire depuis le 17 janvier 2019 dans le cadre de l’enquête pour le meurtre de Loïc Kamtchouang survenu en été 2018,.
La première bande-annonce de Mon frère sort le 3 juillet 2019. La date de sortie française est annoncée le même jour : le 31 juillet de la même année.

## Accueil

### Box-office
Le jour de sa sortie en France, Mon frère attire 9 551 personnes, pour 136 copies distribuées. Il s'agit du deuxième meilleur résultat des films sortis ce 31 juillet. Le film réunit 52 865 spectateurs durant sa première semaine et se classe douzième en termes de spectateurs. 29 738 tickets sont vendus la deuxième semaine. Le film est classé dix-septième, avant d'être déclassé la semaine suivante.
Au total, Mon frère reste quatre semaines en salles, pour 98 774 spectateurs et 778 797 $.